# Wendy Barrie
Wendy Barrie (n. Marguerite Wendy Jenkins, n. 18 aprilie 1912, Hong Kongul britanic, Regatul Unit – d. 2 februarie 1978, Lillian Booth Actors Home⁠(d), New Jersey, SUA) a fost o actriță de film și televiziune americano-britanică.

## Filmografie
- Wedding Rehearsal (1932) – Lady Mary Rose Wroxbury
- The Barton Mystery (1932) – Phyllis Grey
- Where Is This Lady? (1932) – Lucie Kleiner
- Threads (1932) – Olive Wynn
- The Callbox Mystery (1932) – Iris Banner
- Collision (1932) – Joyce
- Cash (1933) – Lilian Gilbert
- It's a Boy (1933) – Mary Bogle
- The Private Life of Henry VIII (1933) – Jane Seymour The Third Wife
- The House of Trent (1933) – Angela Fairdown
- This Acting Business (1933) – Joyce
- Murder at the Inn (1934) – Angela
- The Man I Want (1934) – Marion Round
- Without You (1934) – Molly Bannister
- Freedom of the Seas (1934) – Phyllis Harcourt
- Give Her a Ring (1934) – Karen Svenson
- There Goes Susie (1934) – Madeleine Sarteaux
- It's a Small World (1935) (cu Spencer Tracy) – Jane Dale
- College Scandal (1935) – Julie Fresnel
- The Big Broadcast of 1936 (1935) (cu Bing Crosby, George Burns și Gracie Allen) – Sue
- A Feather in Her Hat (1935) – Pauline Anders
- Millions in the Air (1935) – Marion Keller
- Love on a Bet (1936) – Paula Gilbert
- Speed (1936) (cu James Stewart) – Jane Mitchell
- Ticket to Paradise (1936) – Jane Forbes
- Under Your Spell (1936) – Cynthia Drexel
- Breezing Home (1937) – Gloria Lee
- Wings Over Honolulu (1937) (cu Ray Milland) – Lauralee Curtis
- What Price Vengeance? (1937) – Polly Moore
- Dead End (1937) (cu Humphrey Bogart și Joel McCrea) – Kay
- A Girl with Ideas (1937) – Mary Morton
- Prescription for Romance (1937) – Valerie Wilson
- I Am the Law (1938) (cu Edward G. Robinson) – Frances 'Frankie' Ballou
- Newsboys' Home (1938) – Gwen Dutton
- Pacific Liner (1939) – Ann Grayson
- The Saint Strikes Back (1939) – Val Travers
- The Hound of the Baskervilles (1939) (cu Basil Rathbone) – Beryl Stapleton
- Five Came Back (1939) (cu Lucille Ball) – Alice Melhorne
- The Witness Vanishes (1939) – Joan Marplay
- Day-Time Wife (1939) – Kitty
- The Saint Takes Over (1940) – Ruth Summers
- Women in War (1940) – Pamela Starr
- Cross-Country Romance (1940) – Diane North, aka Maggie 'Jonesy' Jones
- Men Against the Sky (1940) – Kay Mercedes, aka Kay Green
- Who Killed Aunt Maggie? (1940) – Sally Ambler
- The Saint in Palm Springs (1941) – Elna Johnson
- Repent at Leisure (1941) – Emily Baldwin
- The Gay Falcon (1941) – Helen Reed
- Public Enemies (1941) – Bonnie Parker
- A Date with the Falcon (1942) – Helen Reed
- Eyes of the Underworld (1942) – Betty Standing
- Forever and a Day (1943) – Edith Trimble-Pomfret
- Submarine Alert (1943) – Ann Patterson
- Follies Girl (1943) – Anne Merriday
- It Should Happen to You (1954) (cu Jack Lemmon) – Guest Panelist #3